# Catalão alguerês

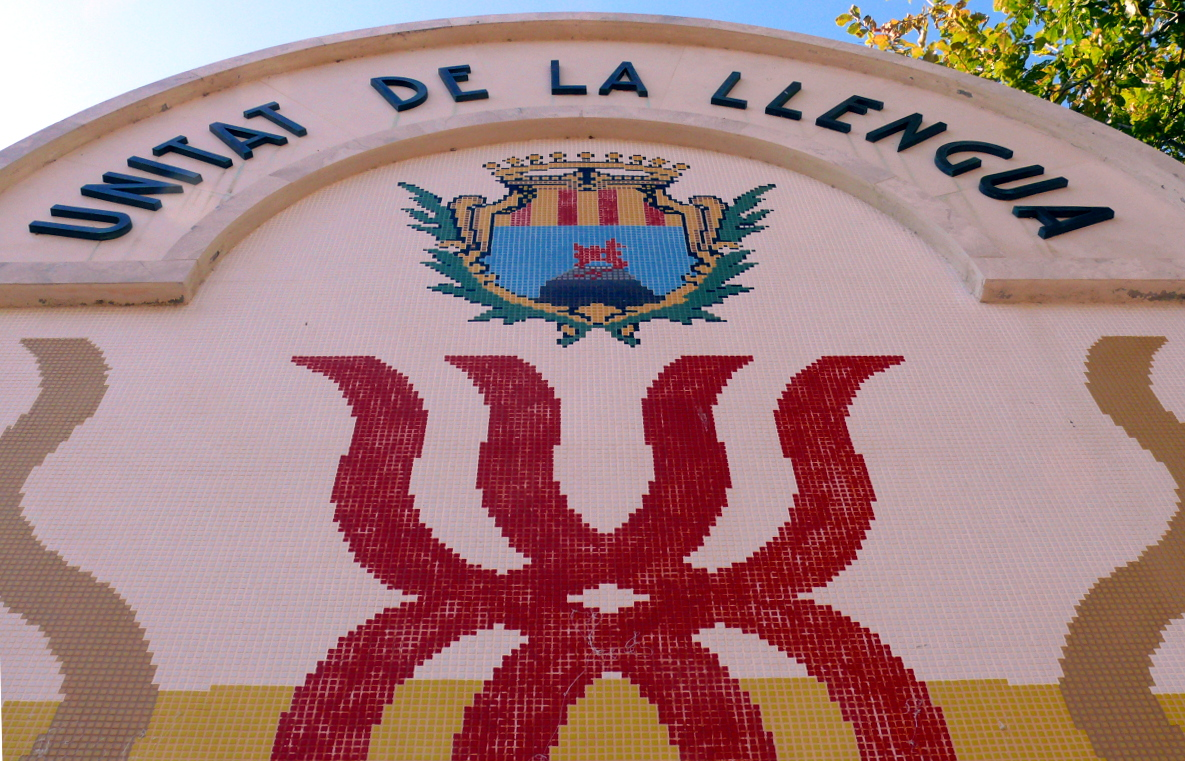
Monumento à língua catalã em Alghero

O alguerês (em catalão:  Alguerès) é um dialeto catalão falando em Alghero, Sardenha, Itália, onde foi introduzido no século XIV por colonos invasores da Coroa de Aragão, que derrotaram as tropas de Arbórea e expulsaram a população nativa.
Num inquérito de 2004, apenas 13.9% da população declarou ter o alguerês como língua habitual, embora 22.4% o tivessem por língua nativa; 61.3% pudessem falá-lo; 46.6% pudessem escrevê-lo; 90.1% pudessem compreendê-lo falado, e 46.6% escrito.
Num estudo de 2015, apenas 8.1% disse poder escrevê-lo, 35.6% lê-lo, 50.5% falá-lo e 88.2% ouvi-lo.
O alguerês é o mais divergente dos dialetos catalães, tendo inteligibilidade mútua comprometida, sistema vocálico divergente e quase de metade dovocabulário proveniente do castelhano, sardo e italiano.